# محافظة سورين
محافظة سورين (بالتايلندية: สุรินทร์)‏ و (بالإنجليزية: Surin)‏ هيَ واحدة من محافظات تايلاند الخمس والسبعين، تجاور محافظات بوريرام وماها ساراخام وروي إت وسي سا كت وتحدها من الجنوب دولة كمبوديا.

## الجغرافيا
يَعبر الجزء الشمالي من المحافظة «نهر مون» وهو أحد روافد نهر ميكونغ، وفي جنوب المحافظة سلسلة من الجبال تفصل بين المحافظة وكمبوديا، أما في وسط المحافظة فتوجد السهول التي تتعرض لمخاطر الفياضانات.

## التاريخ
ظهرت الكثير من الدلائل على وُجود حياة في العصر الحجري في سورين، فقد كانت المحافظة تابعة لإمبراطورية الخمير البائدة، وكانت سورين معزولة عن محيطها آنذاك، مع أن هذا الواقع تغير بعد أن رُبطت المحافظة بخط السكك الحديدية في عام 1922 الذي أثر على اقتصادها وانفتاحها.

## السكان
في تعداد عام 2000 ظهر أن 99.5% من سكان المحافظة هم مواطنون تايلانديون، و29.3% من السكان تتراوح اعمارهم من 0 إلى 14 سنة و60.9% منهم تتراوح أعمارهم بين 15 و59 سنة و9.8% منهم فوق 60 سنة. وكذلك أظهر التعداد أن 42.2% من السكان قادرون على التحدث باللغة الخميرية، أما التعداد السابق الذي كان في عام 1990 فقد أظهر أن 63.4% من السكان قادرون على تحدث الخميرية.

## التقسيمات الإدارية
تنقسم المحافظة إلى 17 مقاطعة رئيسية والتي تنقسم بدورها إلى 158 بلدية و2011 قرية
| 1. موانج سورين 2. شومفون بوري 3. ثا توم 4. شوم فري 5. براسات 6. كاب كابكونج 7. راتانابوري 8. سانوم 9. سيخورافوم | 1. سانجخا 2. لامدوان 3. سامرونج ثاب 4. بواتشيت 5. فانوم دونغ راك 6. ساي نارونج 7. خواو سينارين 8. نون ناري |

## أعلام
- جهريمفين ميايكيم
- كيتيفونغ بلويمجاي
- توني جا